# Michael Hendrik Godefroi

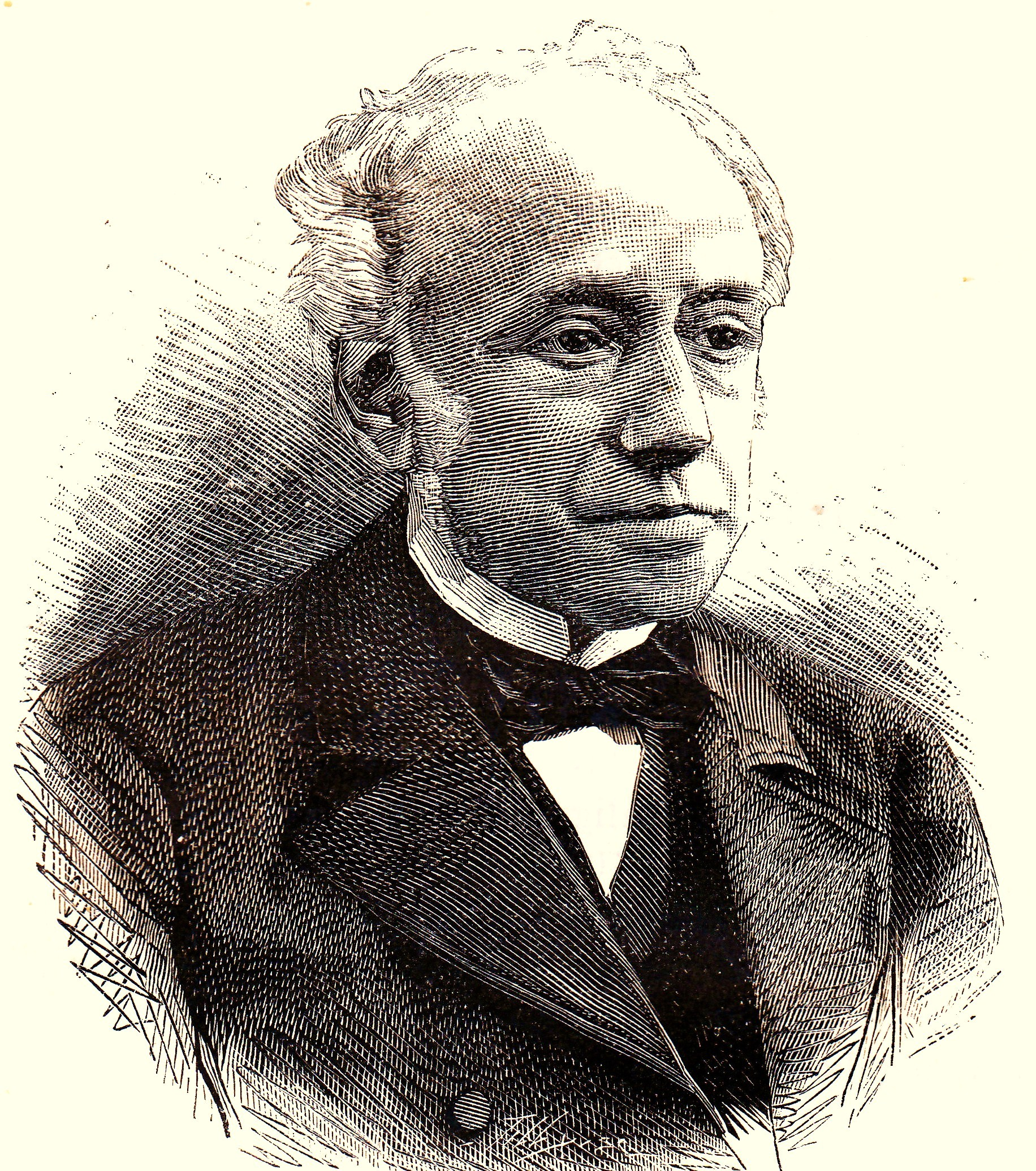
Michael Hendrik Godefroi

Michael Hendrik Godefroi (* 13. Januar 1814 in Amsterdam; † 25. Juni 1882 in Würzburg) war ein holländischer Jurist und Politiker.
Seit 1849 Abgeordneter in der Tweede Kamer, entwarf er 1860 die holländische Prozessordnung, war 1860–1862 Justizminister und trat für die Emanzipation der Juden durch außenpolitische Einwirkung Hollands auf die Schweiz und Rumänien ein.
1857 wurde er zum Mitglied der Königlich Niederländischen Akademie der Wissenschaften (KNAW) gewählt.